# Rochor Centre
Das Rochor Centre war eine Gruppe von Gebäuden in Singapur, die vom Housing and Development Board HDB errichtet wurden. 

## Geschichte
Seit den 1960er Jahren lebten immer mehr Menschen in slumähnlichen Verhältnissen mit schlechten sanitären Einrichtungen, da die Bevölkerung Singapurs nicht genügend Wohnraum hatte. Daher wurde das Rochor Centre im Rahmen des Stadterneuerungsprogramms des Housing and Development Board im Jahr 1977 gebaut und fertiggestellt, um Bewohner und Unternehmen aufzunehmen. Im November 2011 wurde bekannt gegeben, dass die Regierung das Rochor Center erwerben wird, um den neuen 21,5 km langen Nord-Süd-Korridor (NSC) und den Ausbau des Ophir-Rochor-Korridors zu ermöglichen. Dieser Nord-Süd-Korridor sollte Singapurs 11. Schnellstraße werden und die nördlichen Teile der Insel mit dem East Coast Parkway (ECP) verbinden, wenn er im Jahr 2026 fertiggestellt ist. Damit soll die Belastung des überlasteten Central Expressway (CTE) in Singapur verringert und die Hauptverkehrszeiten um bis zu 30 % reduziert werden. Nach der Fertigstellung des North-South Corridor wird im ehemaligen Rochor Center eine neue kommerzielle Entwicklung mit dem Namen „The Rochor Residences / Offices“ stattfinden.
Im Zuge des Umbaus wurden die Bewohner des Rochor Centers nach Kallang Trivista umgesiedelt, einer HDB-Siedlung mit einer Mischung aus Gewerbe- und Wohnaktivitäten in der Upper Boon Keng Road. Geschäfte und Unternehmen wurden ebenfalls  in andere Teile von Singapur umgesiedelt. Bis Dezember 2016 hatten 504 der 567 Haushalte, die zum Zeitpunkt der Schließung im Rochor Center lebten, Wohnungen im Kallang Trivista-Komplex angenommen. Bis Januar 2016 wurden 106 Geschäfte (von ursprünglich 183) geschlossen, während 36 Haushalte (von 567) ausgezogen waren. Am 31. März 2016 wurde berichtet, dass die Ladenmieter bis zum 30. September 2016 ausziehen müssten.

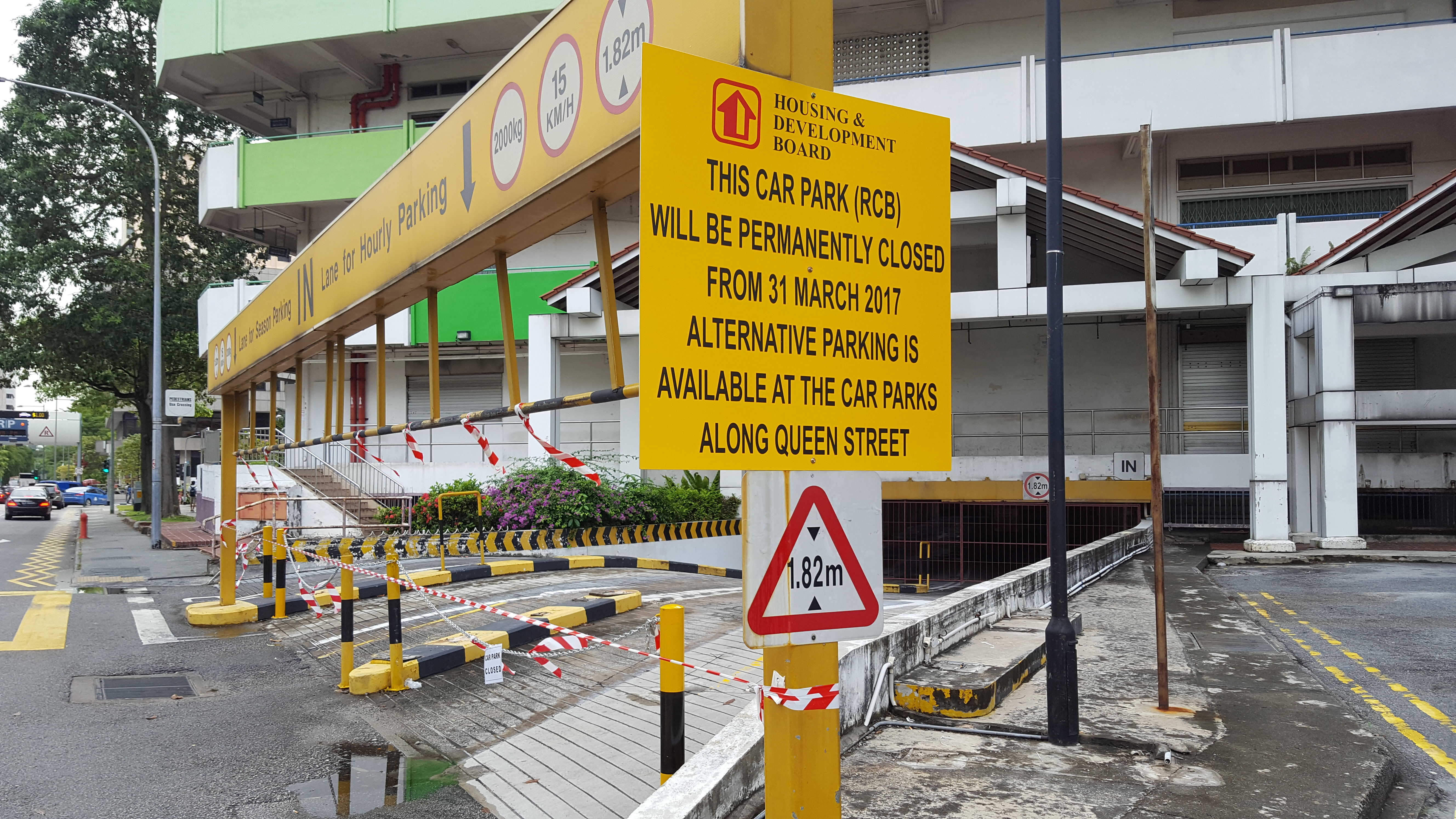
Das Parkschild weist die Fahrer darauf hin, dass der Parkplatz ab dem 31. März 2017 geschlossen wird. Ab dem 1. April 2017 wurde die Einfahrt / Ausfahrt gesperrt und das elektronische Parksystem entfernt.

Seit dem 1. April 2017 ist das gesamte Gebäude verbarrikadiert und der Parkplatz dauerhaft geschlossen. Fußgängern wird geraten, sich seit Februar 2018 von der Gegend fernzuhalten. Der Abriss begann am 26. Juni 2018 und wurde im April 2019 abgeschlossen.